# Мортадель
«Мортаде́ль» — российская компания, занимавшаяся свиноводством, производством продуктов питания, розничной торговлей и строительством. Основана в 1991 году Николаем Агурбашем, обанкрочена в 2020 году.
Включала четыре подразделения: строительное, сельскохозяйственное, производственное и торговое, в которых было занято около 1,5 тыс. человек. Ей принадлежали мясоперерабатывающий завод и производство кондитерских изделий в посёлке Нагорном Пушкинского района Московской области (22 тыс. м² производственных площадей в пяти цехах), розничная торговая сеть, запущенный в 2006 году свиноводческий комплекс в Александровском районе Владимирской области (площадь — 65 га) и запущенная в 2011 году биогазовая станция.
Производственные мощности позволяли производить в сутки около 60 тонн мясных и колбасных изделий 400 наименований. Становилась обладателем наград «Лучший российский бренд» (2006), «Лучшее предприятие XXI» (2008), золотой медалью «Лидер отрасли» (2010).
В 2013 году фирма выплатила два штрафа за загрязнение реки Чёрная отходами их свинофермы, но позднее убедила врио губернатора Владимирской области в своей невиновности.
В 2015—2017 годах компания находится в сложном финансовом положении, каждый оказываясь фигурантом дел о банкротстве. Так, в 2017 году заявление на банкротство фирмы подала компания «Истрахлебопродукт», а Федеральная налоговая служба начала процедуру банкротства ООО «Селекционно-генетический центр „Мортадель“» (свинокомплекс).
В мае 2020 году суд по заявлению Сбербанка признал компанию несостоятельной, а спустя месяц процедура банкротства была запущена и в отношении самого Агурбаша; общая сумма требований к компании — 797,6 млн руб. В октябре 2022 году победителем торгов по продаже имущества компании стал производитель и поставщик сливочного масла и спредов «Лав продукт», получившая участок в 4,2 га и мясоперерабатывающий завод в посёлке Нагорное в Пушкинском районе Московской области за 365 млн руб.